# Elección de liderazgo del Partido Liberal Democrático de Japón de 2018
La elección de liderazgo se realizó el 20 de septiembre de 2018 para elegir al presidente del Partido Liberal Democrático (Japón) para un nuevo mandato de 3 años. El presidente actual Shinzō Abe se postuló para la reelección después de un cambio de reglas en 2017 que le permitió postularse para un tercer mandato.
La victoria de Abe le otorga tres años más como primer ministro, lo que le dio la oportunidad de romper el récord de primer ministro de la nación que más tiempo lleva presidido por Taro Katsura, un respetado político que sirvió tres veces entre 1901 y 1913. Al permanecer en el cargo más allá del 21 de noviembre de 2019, Abe excedió los 2886 días marcados por Katsura.

## Antecedentes

### Escándalos
En marzo de 2018, se reveló que el Ministerio de Finanzas (con el ministro de finanzas Tarō Asō a la cabeza) había falsificado documentos presentados al parlamento en relación con el escándalo Moritomo Gakuen, para eliminar 14 pasajes que implicaban a Abe. Se ha sugerido que el escándalo podría costarle a Abe su puesto como líder del Partido Liberal Democrático. Una encuesta de Kyodo mostró que la popularidad del gobierno japonés ha caído hasta en un 30% desde un 44% en febrero.

## Candidatos

### Nominados
- Shinzō Abe, actual presidente del Partido Liberal Democrático (Japón) y Primer ministro de Japón. Nieto del ex Primer ministro Nobusuke Kishi.[5]
- Shigeru Ishiba, Ministro de Defensa de Japón en el mandato de Yasuo Fukuda y subcampeón en la elección de liderazgo de 2012.[6][7]

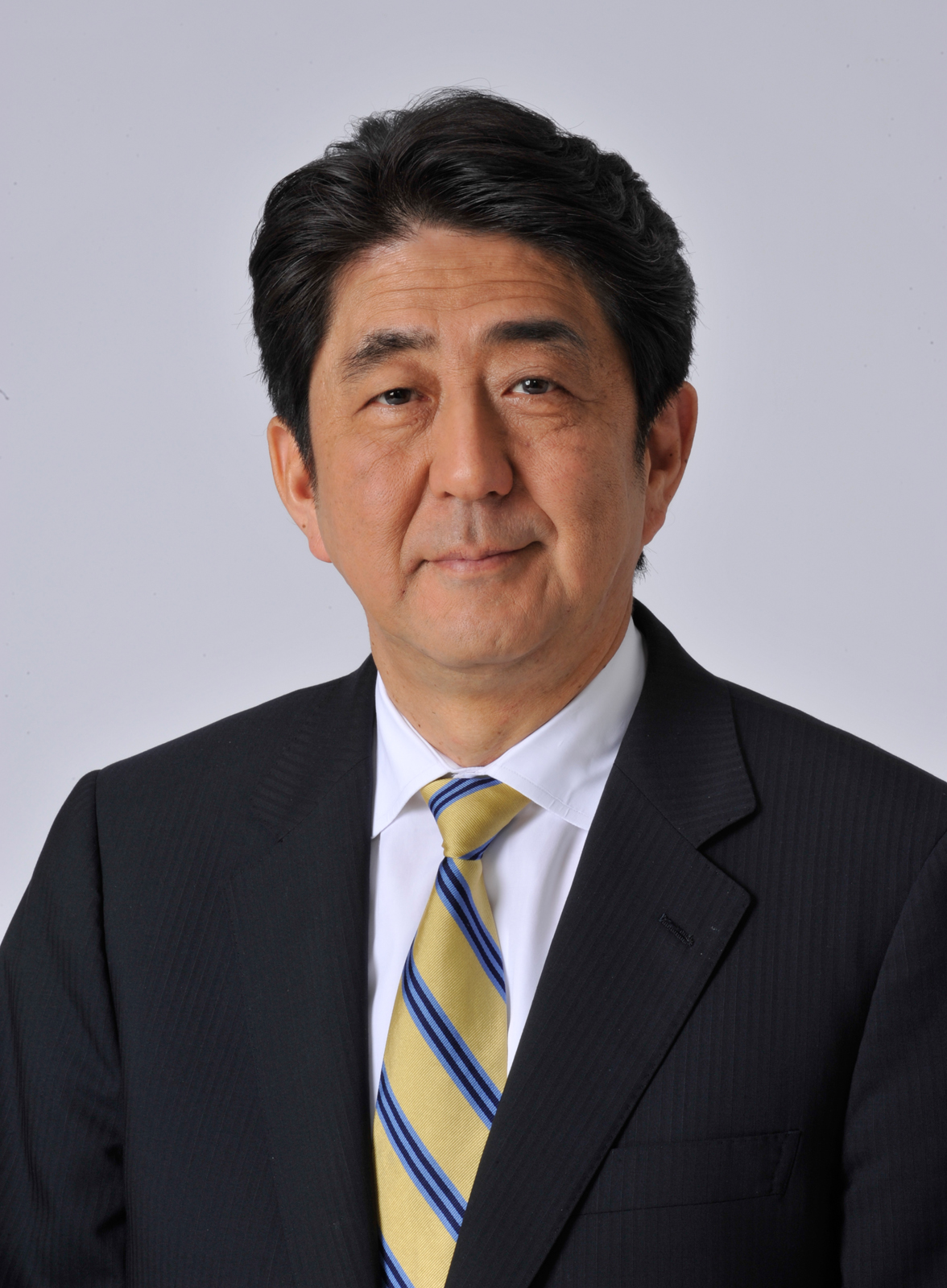
Primer ministro Shinzō Abe (2012–2020)
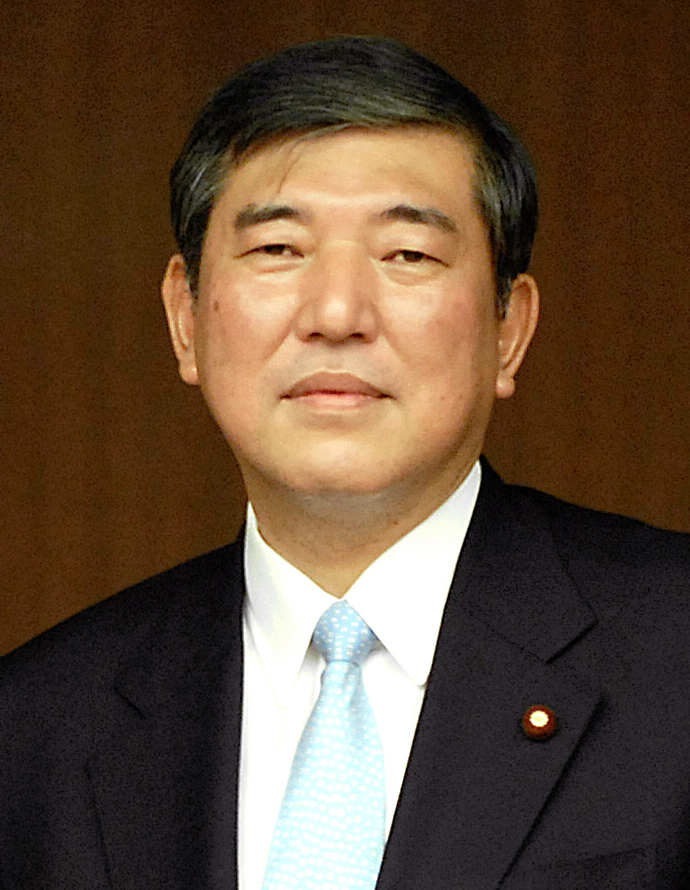
Ministro de Defensa Shigeru Ishiba (2007–2008)

### Expresó la intención, pero no tuvo suficientes votos para la nominación
- Seiko Noda, Ministra de Interior.[8][9][10]

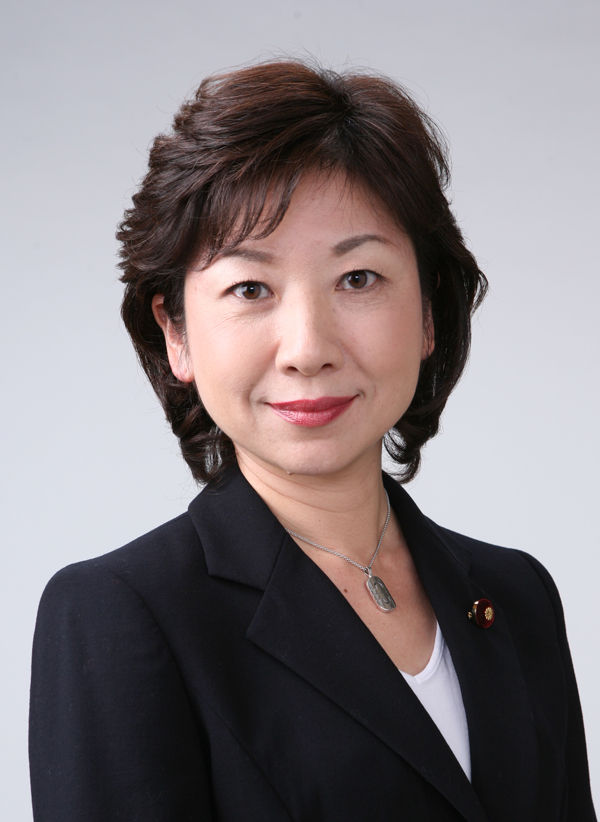
Ministra de Interior Seiko Noda (2017-presente)

### Especulados
- Tarō Kōno, Ministro de Asuntos Exteriores.[11][12] Hijo de Yōhei Kōno, un Hablante anterior de la Cámara de Representantes.
- Tarō Asō, Ministro de Finanzas actual y Primer ministro de Japón.[13] Nieto de Primer ministro anterior Shigeru Yoshida.
- Shinjiro Koizumi, primer secretario general adjunto del PLD e hijo del ex primer ministro Jun'ichirō Koizumi.[14]

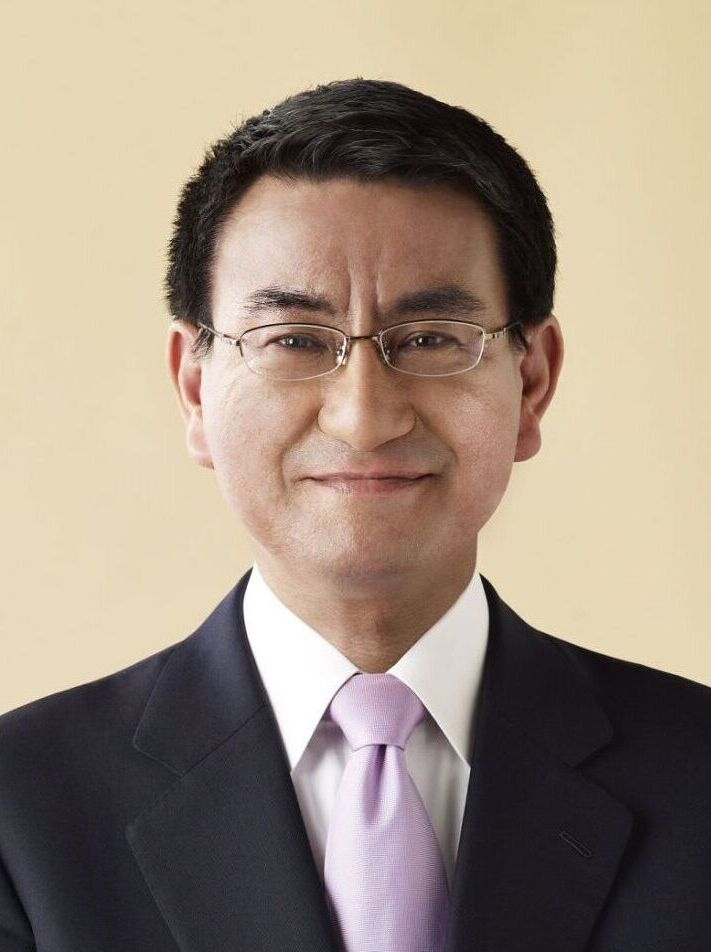
Ministro de Relaciones Exteriores Tarō Kōno (2017–presente)
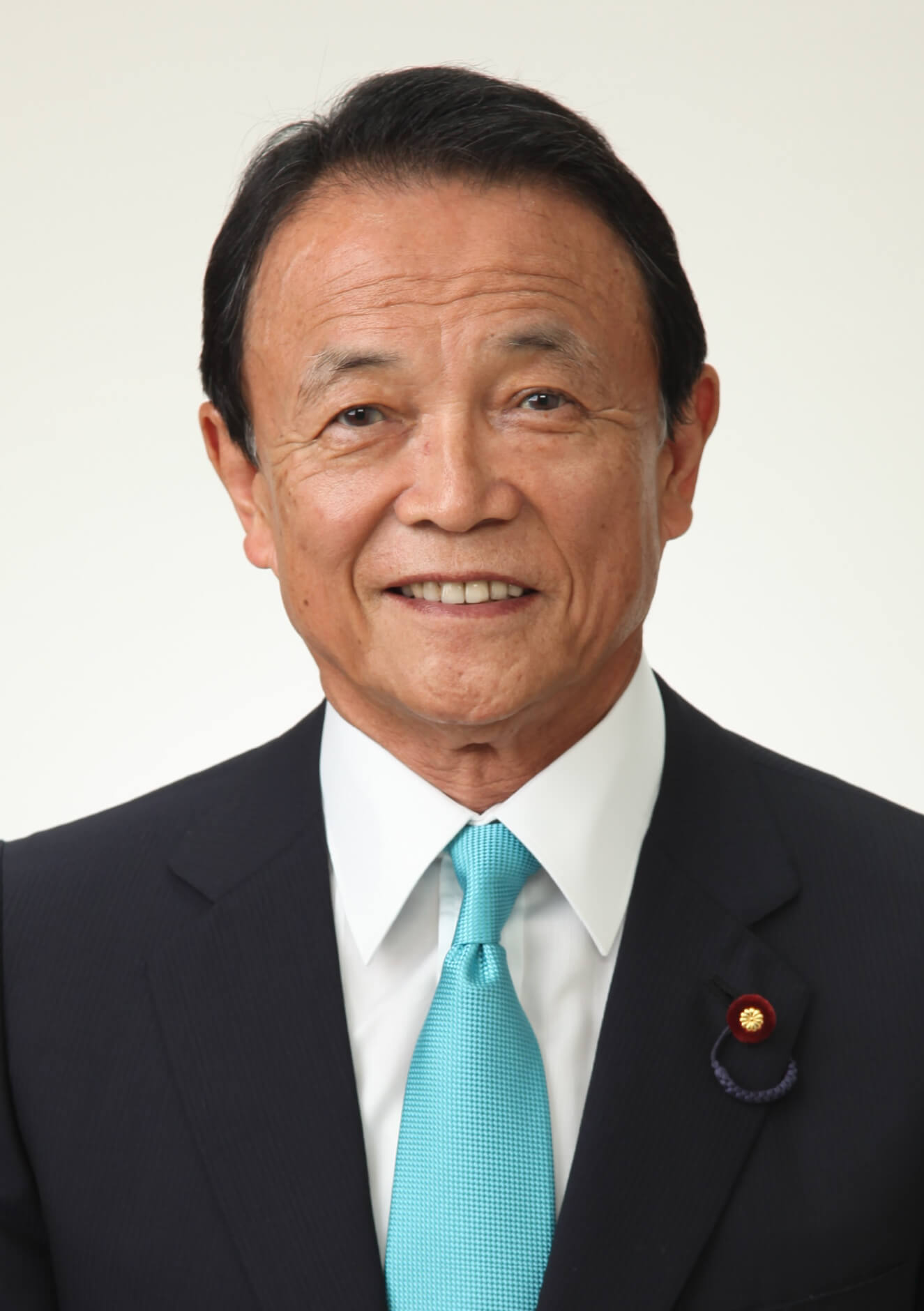
Ministro de Finanzas Tarō Asō (2012–presente)
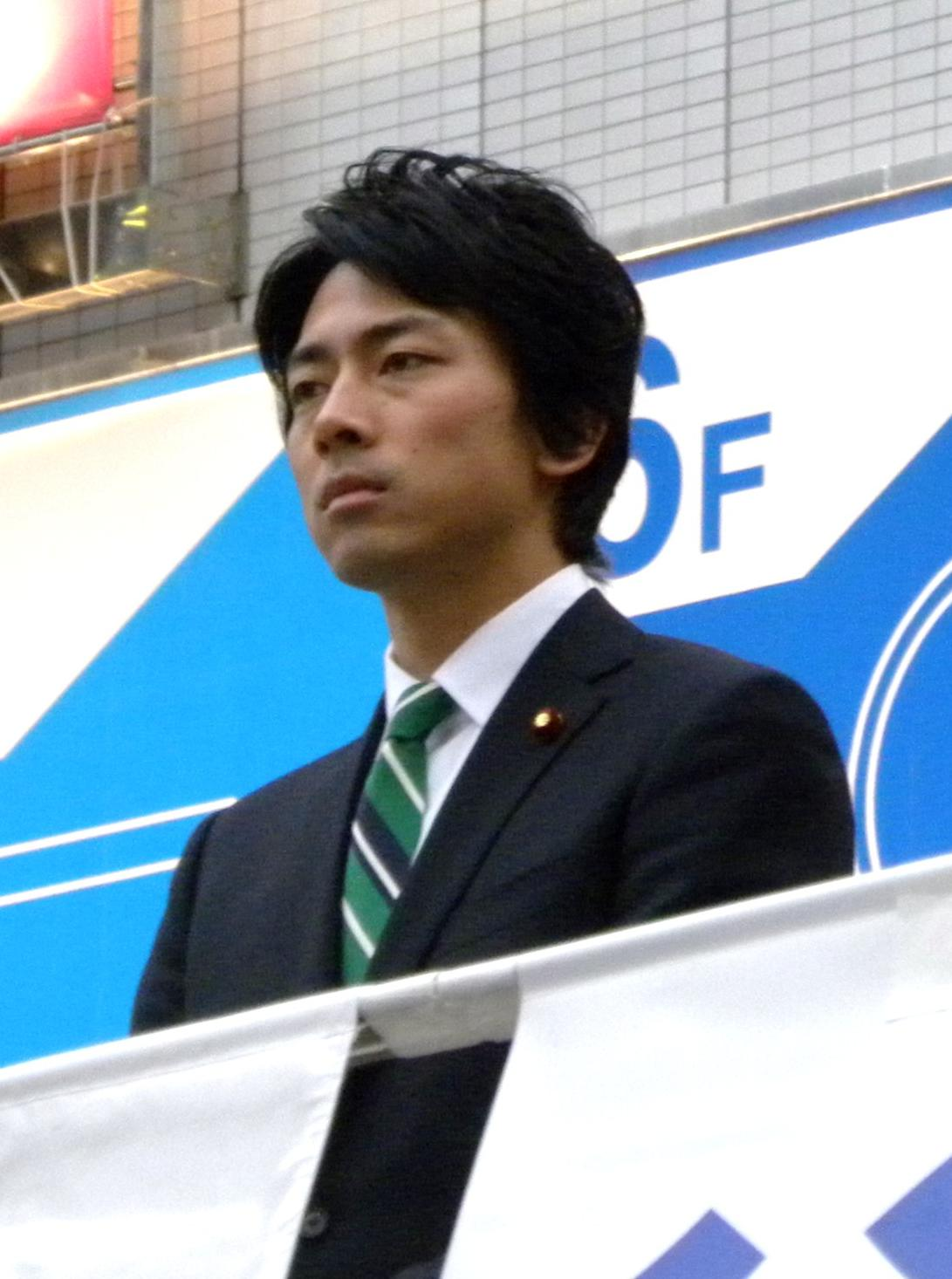
Primer Secretario General Adjunto del PDL Shinjiro Koizumi (2017–presente)

### Declinado
- Fumio Kishida,  actual presidente del Consejo de Investigación de Políticas del PLD y exministro de Relaciones Exteriores en el Segundo y Tercer Gabinete de Abe.[15][16]

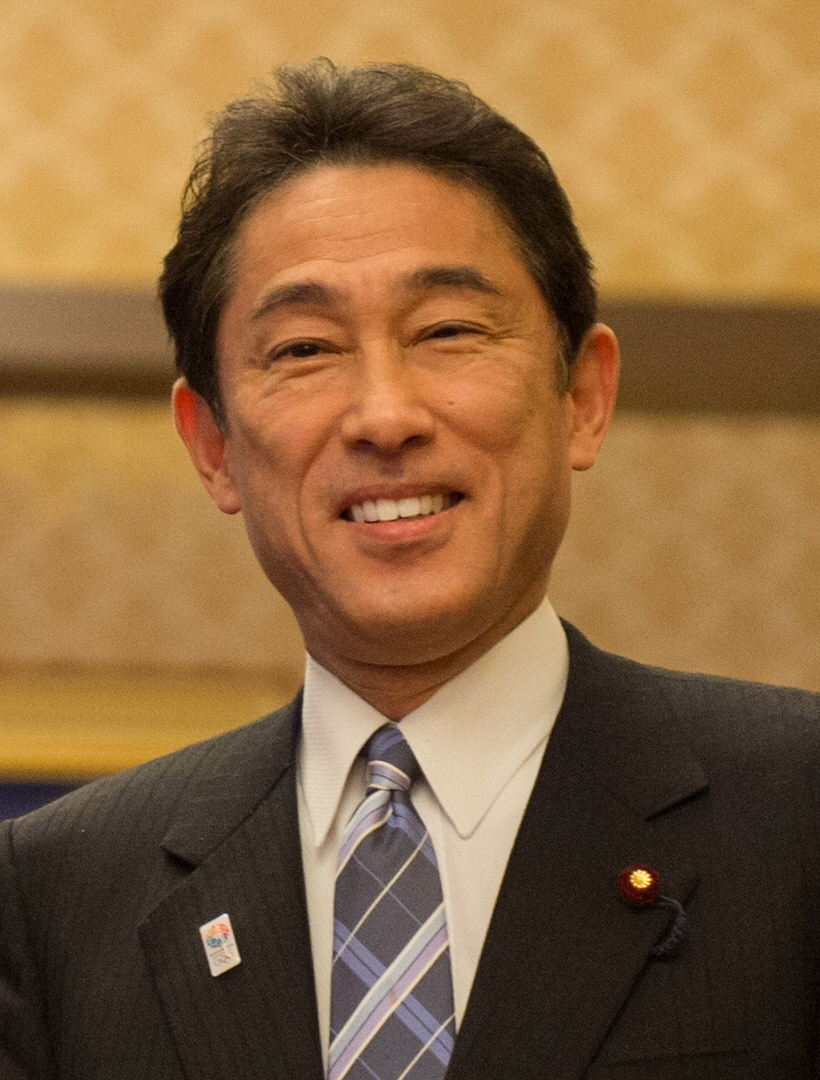
Ministro de Relaciones Exteriores Fumio Kishida (2012–2017)

## Resultados
|  | 81.84 % |

|  | 55.31 % |

|  | 68.53 % |

|  | 18.16 % |

|  | 44.69 % |

|  | 31.47 % |